# Nasr ibn Habib al-Muhal·labí
Nasr ibn Habib al-Muhal·labí fou un membre de la família muhal·làbida que fou governador o valí d'Ifríqiya.
A la mort de Rawh ibn Hàtim al-Muhal·labí (791) després d'un pacífic govern de més de 3 anys, el seu fill Kabisa ibn Rawh el va succeir, però el jund va reclamar al califa el nomenament d'un altre muhal·làbida, Nasr ibn Habib, que havia estat l'antic sàhib aix-xurta de Yazid ibn Hàtim al-Muhal·labí i coneixia bé l'exèrcit. El califa ho va concedir i fou nomenat.
Un altre fill de Rawh, al-Fadl, era llavors governador del Zab, i es va considerar postergat, anant a la cort a Bagdad a reclamar al califa que el 793 va acordar el cessament de Nasr i el nomenament del propi al-Fadl ibn Rawh ibn Hàtim al-Muhal·labí.